# Бели памук - црвено предиво
„Бели памук - црвено предиво” је југословенски и македонски ТВ филм из 1975. године. Режирао га је Бранко Ставрев а сценарио је написао Петар Костов.

## Улоге
| Глумац        | Улога |
| ------------- | ----- |
| Мери Бошкова  |       |
| Петре Прличко |       |